# Konrad von Megenberg
Konrad de Megenberg (o Konrad von Megenberg, Konrad von Mengelberg) (latín: Conradus Megenbergensis, o Conradus de Montepuellarum) (1309-1374) fue un erudito, naturalista germano católico y un escritor versátil.

## Biografía
Konrad era originario probablemente de Mainberg, Schweinfurt, o de Mebenburg, ambos en Franconia, hoy Baviera, nacido el 2 de febrero de 1309. Las fechas de nacimiento y de deceso no son absolutamente ciertos, y Konrad decía ser de Megenberg. Estudió en Erfurt y en París; en esa última Universidad obtuvo el grado de bachiller en Artes, y enseñó filosofía y teología varios años.
En 1337, fue nombrado director del "Colegio de San Esteban", en Viena. Desde 1342, vivió en Ratisbona (Baviera), donde primero fue sacerdote de la parroquia, demostrándose a sí mismo como un buen predicador. Más tarde fue canónigo de la catedral, y miembro del Concejo de la ciudad. En 1357, realizó una jornada a la Curia Romana en el 'exilio babilónico' en Aviñón. Falleció en Ratisbona el 11 de abril de 1374.

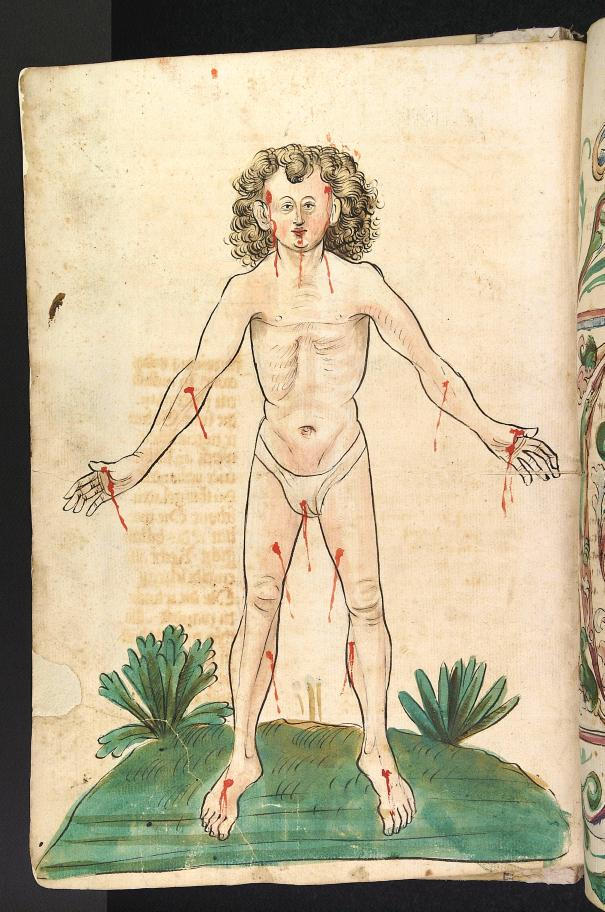
Mapa flebotómico en Buch der Natur.

## Algunas publicaciones

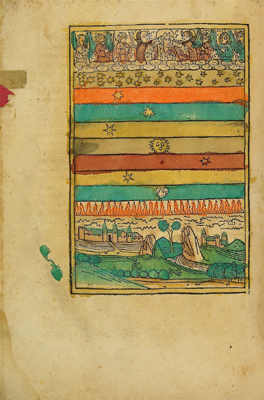
Xilografía de 1481, Buch der Natur.

Konrad fue uno de los escritores alemanes más prolíficos del siglo XIV. Su trabajo más conocido y más leído ampliamente es su Buch der Natur ("Libro de la Naturaleza"), que sigue siendo de importancia para la historia de la cultura. Según su propia declaración lo escribió en 1349. La obra en latín De naturis rerum, del dominico Tomás de Cantimpré (1263), sirvió de modelo. Konrad, sin embargo, preparó su libro con gran libertad. Gran parte de la obra original fue omitido, e hizo sus propias observaciones, introduciendo correcciones. Su obra ofrece un panorama de todo lo que era conocido de la historia natural en ese momento y es, además, la primera obra en idioma alemán. Fue muy leído hasta el siglo XVI y existen numerosas copias manuscritas, unas dieciocho en Múnich. La primera edición impresa es de 1475, editada en Augsburgo, en la tienda de Hans BŠmler, bajo el título "Buch der Natur". Fue impreso por lo menos seis veces antes de 1500. Algunas de esas ediciones incunables estaban ilustradas. Una nueva edición del texto original fue impresa por Franz Pfeiffer (Stuttgart, 1861), con una introducción. Una edición en alemán moderno fue impresa por H. Schulz (Greifswald, 1897).
La obra tiene 8 capítulos
- naturaleza del humano
- cielo, 7 planetas, astronomía, meteorología
- zoología
- árboles ordinarios y aromáticos
- plantas y vegetales
- piedras preciosas y semipreciosas
- 10 clases de metales
- agua y ríos

De los numerosos escritos de Konrad, deben mencionarse además:
- la "Sphære" 'Esferas', un pequeño compendio, en alemán, de astronomía y física, preparado para responder a la obra latina de Johannes de Sacrobosco
- algunos poemas, como "Planctus ecclesiæ in Germania" 1337
- un himno en alabanza a la Virgen
- una obra de moral: "Speculum felicitatis humanæ" 'espejo de las felicidades humanas' 1348
- "De erroribus Begehardorum et Beguinarum" 'acerca de los errores de begardos y beguinas'
- "De translatione imperii" (1355) sobre lae translatio imperii, i.e. 'sucesión' de imperios
- gran obra "Oeconomica", escrita entre 1353 a 1363
- "Tractatus contra mendicantes ad Papam Urbanum V" tratado contra las órdenes mendicantes, dirigida al Papa Urbano V
- varias biografías de santos
- algunos tratados históricos, principalmente sobre la historia local de Ratisbona

En sus escritos Konrad se muestra como un firme partidario del papado, adversario de la filosofía de Occam y crítico severo de las tachas morales de su época y del clero.